# Île Bluff
L'île Bluff (en anglais : Bluff Island; en espagnol : Isla Escarpada) est une des îles Malouines (en anglais : Falkland Islands; en espagnol : Islas Malvinas).